# FaceTime
FaceTime este un produs videotelefonic proprietar dezvoltat de Apple Inc. FaceTime este disponibil pe dispozitive mobile iOS acceptate și pe computere Macintosh care rulează Mac OS X v10.6 și versiuni ulterioare. FaceTime suportă orice dispozitiv iOS cu o cameră orientată spre înainte și orice computer Macintosh echipat cu o cameră FaceTime. FaceTime Audio, o versiune audio-only, este disponibilă pe orice dispozitiv iOS care acceptă iOS 7 sau mai nou și orice Macintosh cu o cameră orientată spre partea din față care rulează Mac OS X v10.7 și o versiune ulterioară. FaceTime este inclus gratuit în iOS și MacOS de pe Mac OS X v10.7.
Apple a cumpărat numele "FaceTime" de la FaceTime Communications, care și-a schimbat numele în Actiance, Inc.

## Istorie
Apple a cumpărat numele "FaceTime" de la FaceTime Communications, care și-a schimbat numele în Actiance în ianuarie 2011. Pe 7 iunie 2010, Apple a anunțat FaceTime împreună cu iPhone 4. Suport pentru a patra generație iPod Touch (primul model de iPod Touch echipat cu camere) a fost anunțat împreună cu lansarea dispozitivului pe 8 septembrie 2010. FaceTime for Mac OS X a fost anunțat pe 20 octombrie 2010.
La data de 2 martie 2011, a fost anunțat suport pentru FaceTime pentru noul iPad 2 introdus, care avea camere video frontală și spate.
În 24 februarie 2011, FaceTime a lăsat beta și a fost listat în Mac App Store pentru US $ 0.99. Apple pretinde că intenționează să furnizeze cererea gratuit, totuși, o dispoziție din Legea Sarbanes-Oxley (2002) interzice companiilor să furnizeze o caracteristică nouă nevalorificată a unui produs deja vândut, fără a întreprinde "măsuri contabile oneroase". Începând cu decembrie 2017, beta-ul de $ 0.99 este încă disponibil pentru descărcare de la Apple.  FaceTime este inclus gratuit în MacOS de la Mac OS X Lion (10.7) și iOS.
AT&T a permis clienților să utilizeze FaceTime atâta timp cât au fost etichetați, dar au blocat aplicația de a lucra pentru clienți cu planuri nelimitate de date. Acestea au fost aduse în fața Comisiei Federale de Comunicații (FCC) pentru încălcări ale neutralității rețelei.
În mai 2011, sa constatat că FaceTime va funcționa perfect pe 3G pe toate modelele iPhone, iPad și iPod Touch care l-au sprijinit. Chiar dacă FaceTime a lucrat doar pe 3G în acel moment, acum acceptă apeluri 4G LTE pe rețele din întreaga lume, disponibilitatea fiind limitată la planurile GSM ale operatorilor.
În iunie 2018, Apple a anunțat că FaceTime va susține apeluri video și audio de grup cu până la 32 de persoane în iOS 12 și MacOS Mojave.

## Disponibilitate limitată

### După țară
Începând cu octombrie 2016, FaceTime nu este activat pe dispozitive achiziționate în Emiratele Arabe Unite și în Pakistan, posibil din cauza reglementărilor din aceste țări care restricționează comunicațiile bazate pe IP. În plus, pe dispozitivele achiziționate în China, numai FaceTime Audio este dezactivat, în timp ce FaceTime Video este disponibil. Dispozitivele achiziționate în afara acestor țări acceptă atât versiuni video și audio ale FaceTime. Deși Egiptul, Iordania, Qatar și Kuwait au dezactivat inițial FaceTime pe iPhone 4, au re-activat ulterior funcția printr-o actualizare a operatorilor de telefonie existenți și au făcut-o pre-activată pe orice iPhone nou achiziționat. În martie 2018, FaceTime este disponibil pentru iPhones în Arabia Saudită după actualizarea la iOS 11.3.

### Pe Android și Windows
Datorită închiderii proprietății FaceTime, în prezent nu este disponibilă pe alte platforme, inclusiv Android și Windows.

### Prin versiunea iOS
Începând cu 16 aprilie 2014, FaceTime a încetat să mai lucreze la versiunile anterioare ale iOS care l-au sprijinit anterior (iOS 4, 5 și 6). Acest lucru sa datorat faptului că certificatul de pe partea clientului folosit pentru autentificarea unui dispozitiv original Apple cu servere FaceTime (printre alte utilizări) a expirat la acea dată. Apple a ales să nu elibereze o actualizare a acestui certificat pentru toate dispozitivele pentru care a fost disponibilă o nouă versiune majoră iOS (cu un certificat nou, valabil). Apple a lansat o actualizare minoră, doar pentru certificat, pentru toate versiunile OS X care ar putea rula FaceTime, dar și pentru versiunile anterioare ale iOS, dar numai pentru numărul mic de dispozitive care ar putea rula FaceTime, dar care nu au putut rula o versiune mai nouă versiune a iOS (iPod touch a patra generație). Rezultatul acestei politici a fost că aproape toți utilizatorii iOS au trebuit să actualizeze versiunea iOS pe dispozitivele lor dacă doresc să continue să utilizeze FaceTime. (Această limitare sa aplicat chiar și utilizatorilor de dispozitive jailbreak deoarece, chiar și cu un dispozitiv legal jailbreak, ar fi fost dificil, dar și ilegal să extragi și să instalezi noul certificat Apple fără permisiunea Apple, această problemă.

## Controverse

### Grupul FaceTime Bug
La 28 ianuarie 2019, a fost descoperit un bug în aplicația FaceTime, care permitea utilizatorilor să asculte pe alți utilizatori fără să știe, printr-un exploit. Ulterior a fost descoperit că alimentarea video ar putea fi activată fără acceptarea celorlalți utilizatori. Apple a declarat într-o declarație că va lansa un remediu pentru exploatare în scurt timp, dezactivând Group FaceTime pentru moment. Problema a fost numită "FacePalm" de către cercetătorii din domeniul securității și afectează dispozitivele iOS care rulează Facetime pe computerele Mac OS iOS 12.1 (sau mai târziu) sau Macintosh care rulează MacOS 10.14.1 Mojave (sau mai târziu)